# Yoshinori Higashikawa
Yoshinori Higashikawa (jap. 東川 昌典, Higashikawa Yoshinori; * 30. September 1964 in der Präfektur Ishikawa) ist ein ehemaliger japanischer Fußballspieler.

## Karriere
Higashikawa erlernte das Fußballspielen in der Schulmannschaft der Kanazawa Nishi High School und der Universitätsmannschaft der Kokushikan-Universität. Seinen ersten Vertrag unterschrieb er 1988 bei Yamaha Motors (heute: Júbilo Iwata). Der Verein spielte in der höchsten Liga des Landes, der Japan Soccer League. 1989 erreichte er das Finale des JSL Cup und des Kaiserpokals. 1993 wurde er mit dem Verein Vizemeister der Japan Football League und stieg in die J1 League auf. 1994 erreichte er das Finale des J.League Cup. Für den Verein absolvierte er 70 Spiele. 1995 wechselte er zum Zweitligisten Honda FC. Für den Verein absolvierte er 51 Spiele. Ende 1997 beendete er seine Karriere als Fußballspieler.

## Erfolge
Yamaha Motors/Júbilo Iwata
- JSL Cup

Finalist: 1989
- J.League Cup

Finalist: 1994
- Kaiserpokal

Finalist: 1989